# Epping Forest (district)
Epping Forest is een Engels district in het shire-graafschap (non-metropolitan county OF county) Essex en telt 131.000 inwoners. De oppervlakte bedraagt 339 km².
Van de bevolking is 16,9% ouder dan 65 jaar. De werkloosheid bedraagt 2,6% van de beroepsbevolking (cijfers volkstelling 2001).
Het zuidwesten van het district grenst aan Londen en is relatief dichtbevolkt, terwijl het noordoosten nog behoorlijk landelijk is.
Van het bos met de naam Epping Forest, bekend uit o.a. de verhalen over Dick Turpin, ligt de noordelijke helft in dit district, en wel in Epping. Het zuidelijke deel van het bos  Epping Forest ligt in Londen en strekt zich via Waltham Forest uit tot in het Londense district Newham.

## Plaatsen in district Epping Forest
- Abridge
- Chipping Ongar
- Debden
- Epping Green
- High Beach
- Hobbs Cross, Matching
- Hobbs Cross, Theydon Garnon
- Matching Green
- Matching Tye
- Toot Hill

## Civil parishesin district Epping Forest
Abbess Beauchamp and Berners Roding, Bobbingworth, Buckhurst Hill, Chigwell, Epping, Epping Upland, Fyfield, High Laver, High Ongar, Lambourne, Little Laver, Loughton, Magdalen Laver, Matching, Moreton, Nazeing, North Weald Bassett, Ongar, Roydon, Sheering, Stanford Rivers, Stapleford Abbotts, Stapleford Tawney, Theydon Bois, Theydon Garnon, Theydon Mount, Waltham Abbey, Willingale.